# Tykö nationalpark
Tykö nationalpark är en nationalpark nära bruksorten Tykö i Salo kommun i landskapet Egentliga Finland i Finland. Nationalparken inrättades den 1 januari 2015 och blev vid inrättandet Finlands 39:e nationalpark. Dess yta är cirka 34 km². Huvuddelen av nationalparken utgörs av ett landområde på östra sidan om Halikkoviken, mellan de tre gamla järnbruken Tykö, Kirjakkala (norr om Tykö) och Mathildedal (söder om Tykö) och myrområdena Punassuo och Kylmässuo öster om dessa samt fornstränderna vid Jeturkasti i söder med sina klapperstensfält, men också vissa öar i Halikkoviken ingår i nationalparken (Isoholma, Kaisaari, Mäntysaari och Papinsaari).

## Bildgalleri

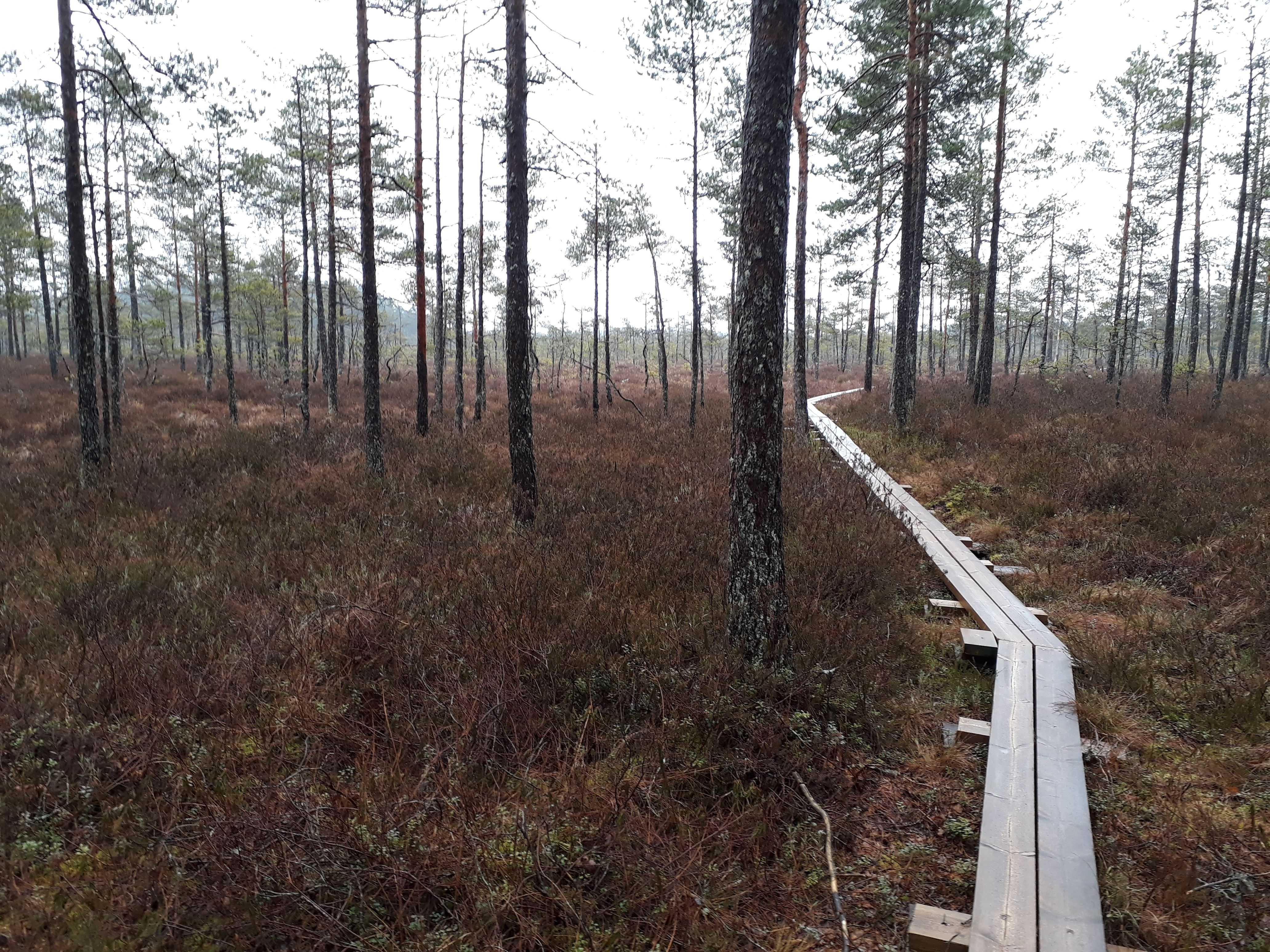
Myrnatur i Punassuo i Tykö nationalpark.
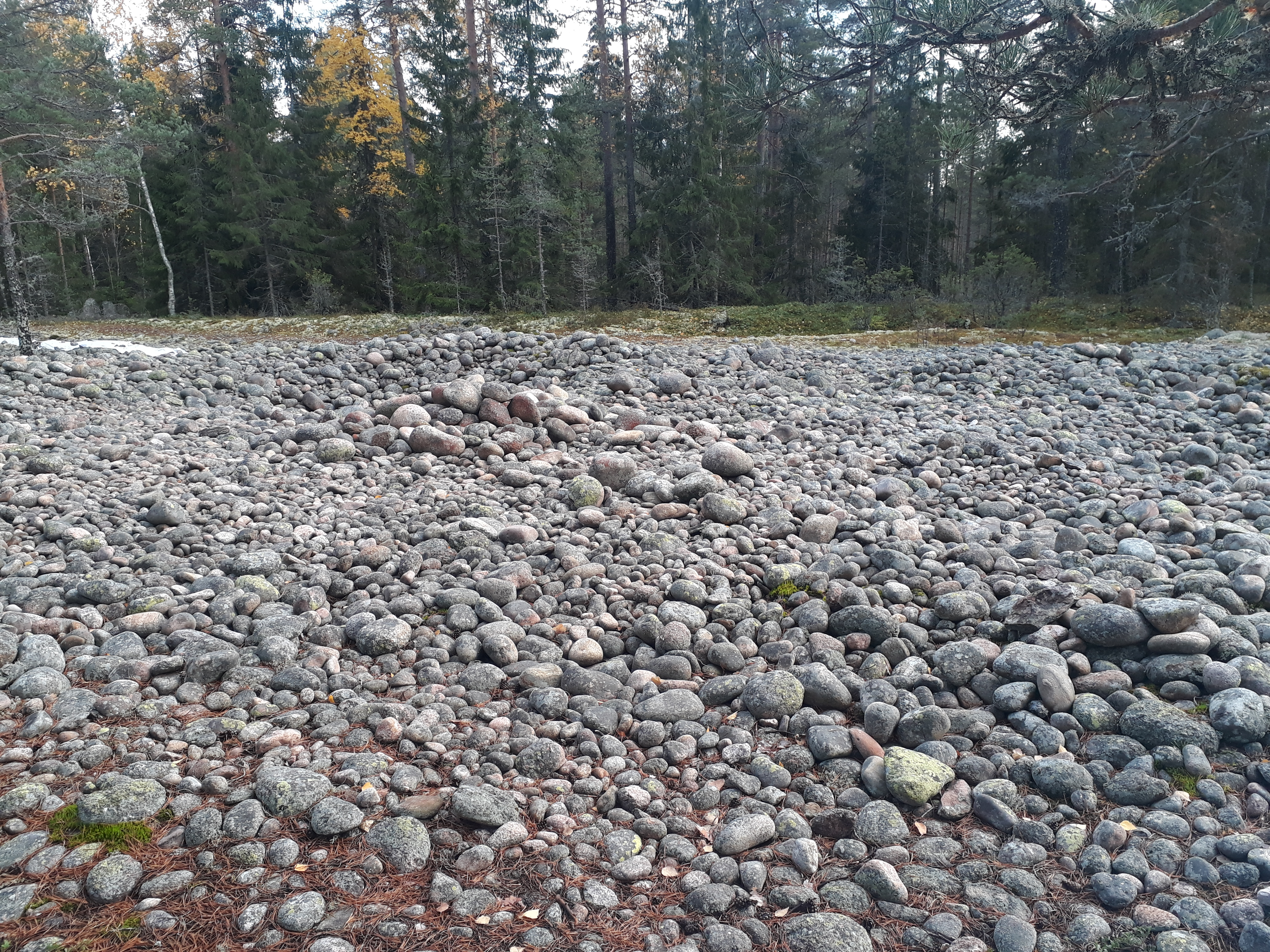
Klapperstensfält vid Jeturkasti i Tykö nationalpark.